# K 2000 (série télévisée)
Pour les articles homonymes, voir K 2000.
Production
Diffusion
Chronologie
Le Retour de K 2000

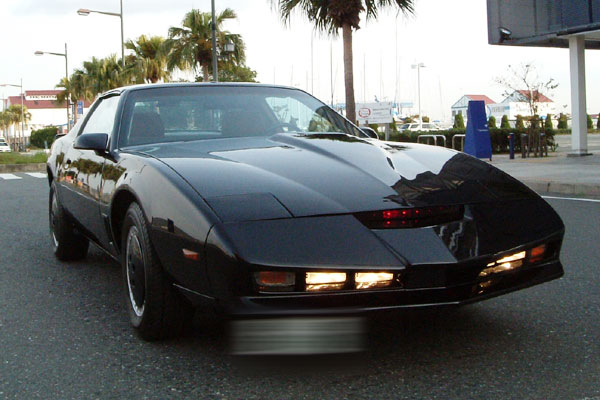
Une réplique de KITT, la voiture du héros de la série.

K 2000 (Knight Rider) est une série télévisée américaine en 90 épisodes de 45 minutes, créée par Glen A. Larson et diffusée entre le 26 septembre 1982 et le 4 avril 1986 sur le réseau NBC.
Au Québec, la série est diffusée à partir du 9 septembre 1985 sur le réseau TVA, puis rediffusée dans les années 2000 sur Canal D et Prise 2. En France, la série est diffusée à partir du 22 avril 1986 dans À fond la caisse sur La Cinq  jusqu'au 11 avril 1992. Rediffusions sur France 3 de 1992 à 1994 puis sur TF1 du 8 août 1994 au 26 août 1995 et du 21 janvier au 13 décembre 1997, puis aussi sur M6 de 2002 à 2004 et sur NT1 et RTL9 de 2006 à 2009.
La série met en scène Michael Knight, un aventurier des temps modernes et justicier au service des plus faibles. Il est embauché par une mystérieuse fondation secrète (Foundation for Law and Government). Celle-ci lui confie une voiture perfectionnée, KITT, bardée de gadgets électroniques et d'équipement divers, pour l'aider dans ses missions.
La série est rediffusée sur Paramount Network à partir du 20 janvier 2025.

## Synopsis

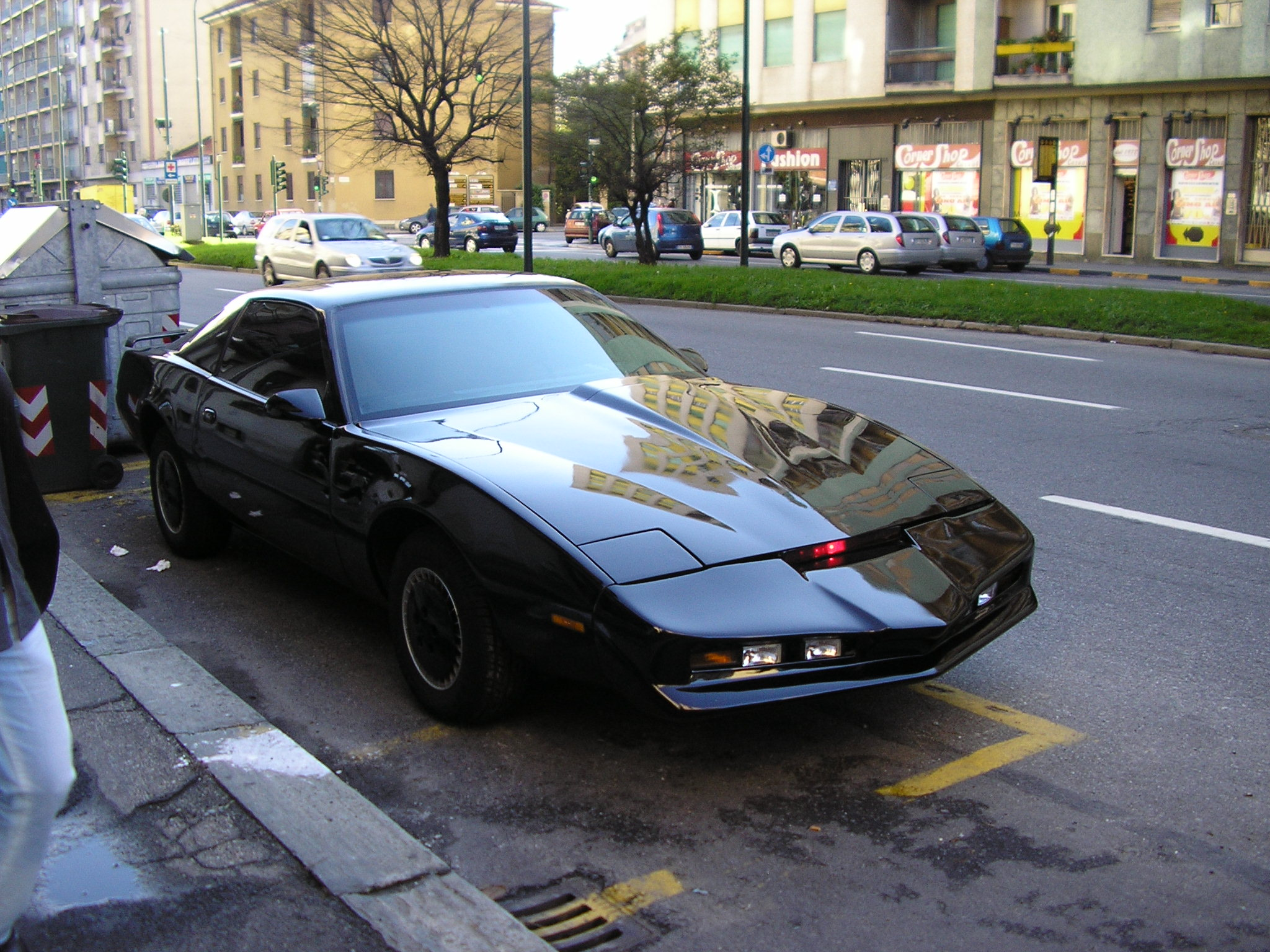
Réplique de KITT.

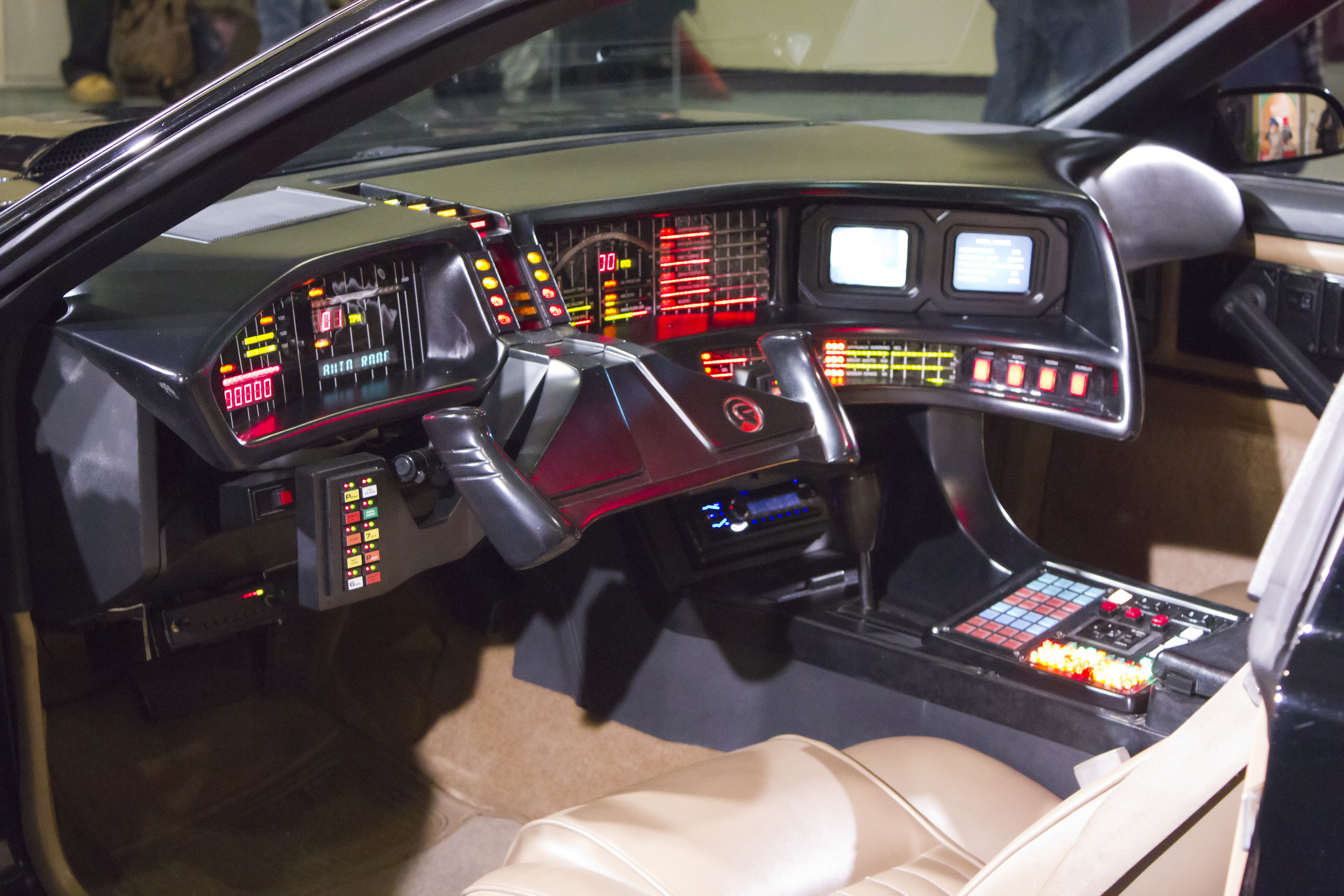
Intérieur original de KITT dans les 1re et 2e saisons de la série K 2000.

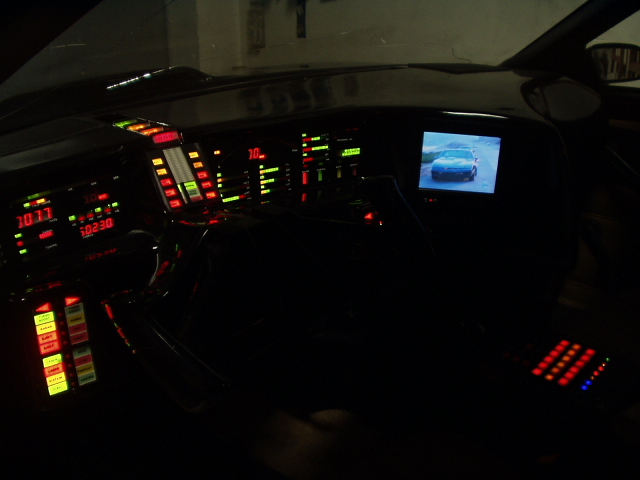
Réplique de l'intérieur de KITT (3e et 4e saisons de la série).

Le policier Michael Long est gravement blessé à la tête dans l'exercice de ses fonctions. La F.L.A.G. (« Foundation for Law And Government » — en français F.L.E.G. pour « Fondation pour la Loi Et le Gouvernement » —, une organisation privée fondée par le milliardaire Wilton Knight, prend en charge ses soins médicaux.
Michael Long se remet de sa blessure après plusieurs opérations médicales, dont une de chirurgie plastique où son visage est façonné à l'image de celui du fils de Wilton Knight, Garth Knight, un criminel psychopathe en froid avec son père. Officiellement mort, Michael Long, sous le couvert de la F.L.E.G., devient un justicier sous l'identité de Michael Knight. Sa mission est de lutter contre le crime. Pour cela, il est aidé dans sa mission par une voiture intelligente nommée KITT (acronyme de « Knight Industries Two Thousand »). La voiture, contrôlée par un ordinateur de bord doté d'une intelligence artificielle, est suffisamment développée pour se conduire d'elle-même, ainsi que parler et réfléchir comme un être humain. La voiture est résistante aux dommages de toutes les armes connues grâce à son « armure moléculaire », et son puissant moteur lui permet de rouler très vite.
KITT est dotée de nombreux gadgets : elle peut notamment sauter par-dessus des obstacles ou des précipices grâce au mode « turbo boost » (une accélération instantanée), éjecter ses occupants (s'ils le demandent, ou contre leur gré) avec un système de sièges éjectables, limiter ses émissions sonores grâce au « silent mode », rouler sur deux roues grâce au « ski mode » ou détecter des missiles grâce à un radar intégré. Elle est équipée à l'arrière d'un lance-flamme, d'un grappin, d'un émetteur de brouillard artificiel et d'un épandeur d'huile.

## Distribution
- David Hasselhoff (VF : Yves-Marie Maurin) : Michael Knight (né Michael Arthur Long) / Garth Knight (saison 2, épisodes 1 et 2 puis 18 et 19), Larry Anderson joue le rôle de Michael Long dans le pilote mais n'est pas crédité au générique.
- William Daniels (VF : Guy Chapellier) : voix de KITT
- Edward Mulhare (VF : Jean Berger) : Devon Miles
- Patricia McPherson (VF : Catherine Lafond) : Bonnie Barstow (saisons 1, 3 et 4)
- Rebecca Holden (VF : Catherine Lafond) : April Curtis (saison 2)
- Peter Parros (en) (VF : Patrick Borg) : Reginald Cornelius III « RC3 » (saison 4)
- Richard Basehart (VF : Jean-Claude Michel) : Wilton Knight (Pilote)
- Voix additionnelles : Pascal Renwick, Jean-Henri Chambois, Francis Lax, Henry Djanik, Claude Chantal, Edgar Givry, Jane Val, Albert Augier, Daniel Beretta
- Peter Cullen (VF  : Guy Chapellier) : voix de KARR (saison 1 épisode 9 puis saison 3 épisode 6)

## Épisodes

### Première saison (1982-1983)
1. La revanche - 1re partie (Knight of the Phoenix - Part 1)
2. La revanche - 2e partie (Knight of the Phoenix - Part 2)
3. Manœuvres mortelles (Deadly Maneuvers)
4. L'équipée sauvage (Good Day at White Rock)
5. Les cascadeurs (Slammin' Sammy's Stunt Show Spectacular)
6. Motion de censure (Just My Bill)
7. Jusqu'à la dernière goutte (Not a Drop to Drink)
8. Témoin gênant (No Big Thing)
9. Le prototype (Trust Doesn't Rust)
10. La taupe (Inside Out)
11. Verdict final (The Final Verdict)
12. Les professionnels (A Plush Ride)
13. Amnésie (Forget Me Not)
14. Cœurs de pierre (Hearts of Stone)
15. La liberté ou la mort (Give Me Liberty... or Give Me Death)
16. Opération Topaze (The Topaz Connection)
17. Une si jolie petite ville (A Nice, Indecent Little Town)
18. L'or des Aztèques (Chariot of Gold)
19. L'oiseau blanc (White Bird)
20. Les pirates de la route (Knight Moves)
21. Trafic (Nobody Does it Better)
22. Marchandage (Short Notice)

### Deuxième saison (1983-1984)
1. Goliath - 1re partie (Goliath - Part 1)
2. Goliath - 2e partie (Goliath - Part 2)
3. Souvenirs d'enfance (Brother's Keeper)
4. Les marchands de mort (Merchants of Death)
5. Vivre en paix (Blind Spot)
6. Retour à Cadiz (Return to Cadiz)
7. Cambriolage (K.I.T.T. the Cat)
8. Vol de voiture (Custom K.I.T.T.)
9. Le bon programme (Soul Survivor)
10. Le cercle de feu (Ring of Fire)
11. Souvenirs perdus (Knightmares)
12. Les bohémiens (Silent Knight)
13. Le trésor de Charlie (A Knight in Shining Armor)
14. Une agence très spéciale (Diamonds Aren't a Girl's Best Friend)
15. Une nuit pour les étoiles (White-Line Warriors)
16. Course pour la vie (Race For Life)
17. La victoire à tout prix (Speed Demons)
18. Le retour de Goliath - 1re partie (Goliath Returns - Part 1)
19. Le retour de Goliath - 2e partie (Goliath Returns - Part 2)
20. Mini puce (A Good Knight's Work)
21. La bouche du serpent - 1re partie (The Mouth of the Snake Part 1)
22. La bouche du serpent - 2e partie (The Mouth of the Snake Part 2)
23. Ma plus belle chanson d'amour (Let It Be Me)
24. Travaux publics (Big Iron)

### Troisième saison (1984-1985)
1. Le roi des robots - 1re partie (Knight of the Drones - Part 1)
2. Le roi des robots - 2e partie (Knight of the Drones - Part 2)
3. Les voleurs de diamants (The Ice Bandits)
4. Toujours plus vite (Knights of the Fast Lane)
5. Bal costumé (Halloween Knight)
6. Le retour de K.A.R.R. (K.I.T.T. vs. K.A.R.R.)
7. Les bâtards (The Rotten Apples)
8. L'alligator (Knight in Disgrace)
9. Danse mania (Dead of Knight)
10. Une nouvelle amitié (Lost Knight)
11. Le caméléon (Knight of the Chameleon)
12. Meurtre sur mesure (Custom Made Killer)
13. Le démon noir (Knight by a Nose)
14. Pauvre K.I.T.T. (Junk Yard Dog)
15. Autodéfense (Buy Out)
16. L'éducation de Billy (Knightlines)
17. Le 19e trou (The Nineteenth Hole)
18. Le cristal noir (Knight & Knerd)
19. Esprit de famille (Ten Wheel Trouble)
20. La retraite de Miss Missile (Knight in Retreat)
21. Belle mais pas bête (Knight Strike)
22. Quel cirque ! (Circus Knights)

### Quatrième saison (1985-1986)
1. Le chevalier de métal - 1re partie (Knight of the Juggernaut - Part 1)
2. Le chevalier de métal - 2e partie (Knight of the Juggernaut - Part 2)
3. K.I.T.T. séquestrée (KITTnap)
4. Le grand sommeil (Sky Knight)
5. Le tombeau des Kobes (Burial Ground)
6. Les mauvais garçons (The Wrong Crowd)
7. Bactéries (Knight Sting)
8. Joyeux anniversaire (Many Happy Returns)
9. Le vainqueur (Knight Racer)
10. Derrière les barreaux (Knight Behind Bars)
11. Quartier en danger (Knight Song)
12. Le parfum des roses (The Scent of Roses)
13. La machine à tuer (Killer K.I.T.T.)
14. Abattage illégal (Out of the Woods)
15. Attention, magie (Deadly Knightshade)
16. La rédemption du champion (Redemption of a Champion)
17. Los mil diablos (Knight of a Thousand Devils)
18. Les incendiaires (Hills of Fire)
19. Le chemin de la liberté (Knight Flight to Freedom)
20. Le saboteur (Fright Knight)
21. Le soleil levant (Knight of the Rising Sun)
22. Knight et le vaudou (Voo Doo Knight)

## Production

### Organisation des épisodes
Tous les épisodes sont précédés d'un teaser d'une trentaine de secondes, résumant l'épisode à venir. À l'origine, ce teaser est diffusé aux États-Unis avant la page de publicité qui précède la série. En version originale, une voix-off dit « Next on Knight Rider » (« Tout de suite dans K 2000 »).
Les coffrets DVD de la série, faute de place, ne reprennent pas systématiquement ces teasers.
Le générique de la série montre la voiture KITT roulant dans le désert de Mojave (précisément à El Mirage Lake (en) dans le comté de San Bernardino en Californie) à travers une image colorée en pourpre. Différents plans de détails de la voiture sont montrés, puis des scènes du téléfilm pilote sont visibles sur l'un des écrans du tableau de bord de la voiture, avec en musique de fond le thème de la série jouée au synthétiseur.

« Les exploits d'un chevalier solitaire dans un monde dangereux. Le chevalier et sa monture ! Un héros des temps modernes, dernier recours des innocents, des sans-espoir, victimes d'un monde cruel et impitoyable. »

— Texte de l'accroche dite en voix off dans le générique de début de chaque épisode.

### Musiques d'ambiance
Cette série fut la première à utiliser en fond sonore des tubes musicaux du moment (souvent de style Middle of the Road), procédé qui devint du coup une mode. Mais, pour des raisons de droits d'auteur, la production n'utilisa pas les vraies chansons, préférant les faire toutes réenregistrer par des orchestres formés pour l'occasion :
- Creedence Clearwater Revival : Proud Mary
- The Eagles : Take it easy, Peaceful easy feeling
- James Taylor : Carolina in my mind
- Fleetwood Mac : Don´t stop, Hold me
- Amazing Rhythm Aces : Third rate romance
- Quarterflash : Harden my heart
- Pat Benatar : Hit me with your best shot
- Steely Dan : Ricky don´t lose that number
- Steppenwolf : Born to be wild
- Eric Clapton : After midnight, I´ve got a rock ´n roll heart
- Tanya Tucker : Can I see you tonight
- Wolfgang Amadeus Mozart : Eine kleine nachtmusik
- Juice Newton : Love´s been a little bit hard on me, Heart of the night
- Willie Nelson : You were always on my mind
- Peter McCann (en) : Do you wanna make love
- Linda Ronstadt : Long, long time, Get closer
- Johnny Lee (en): Highway run forever, Pickin up strangers
- Kenny Rogers : Love will turn your around
- Janie Fricke : It ain´t easy
- John Hiatt : Skin game
- Waylon Jennings : Lonesome, Don´t you thing…
- John C. Mellencamp : Hurts so good
- Men at Work : Down under
- J. G. Band : Centerfold
- Bob Seger : Shame on the moon, Night moves
- It's a Beautiful Day : White bird
- Sylvia (en) : Nobody
- Lynyrd Skynyrd : Sweet Home Alabama

## Autour de la série

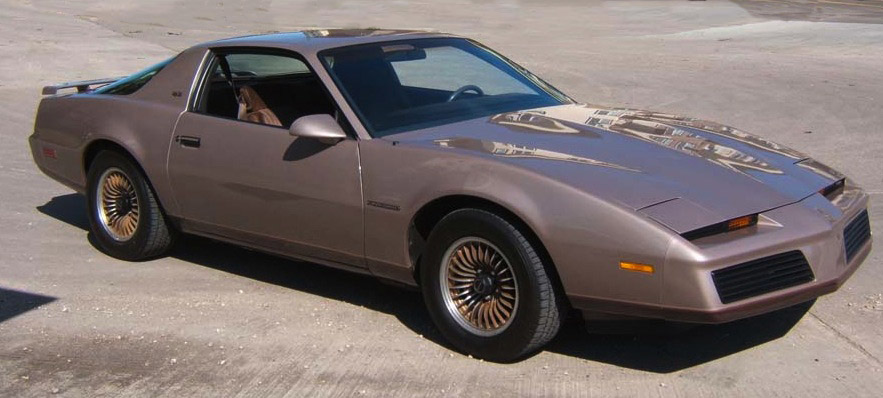
Une Pontiac Firebird de 1983.

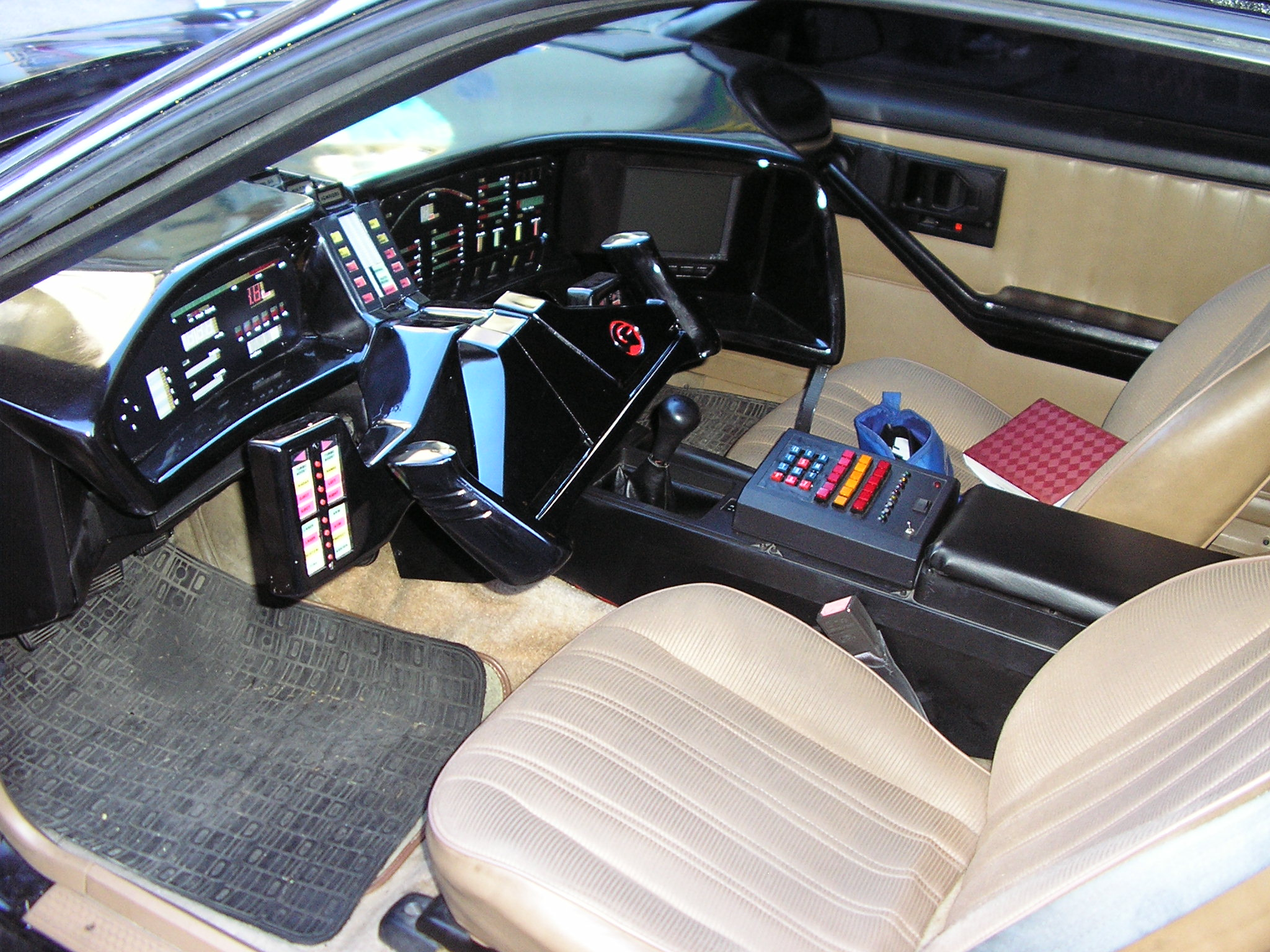
Réplique de l'ordinateur de bord de KITT.

### KITT
- Le modèle de la voiture KITT est une Pontiac Firebird Trans Am, modèle 1982. La marque automobile a spécialement modifié sa voiture pour la série.
- La voix de KITT est interprétée en anglais par l’acteur William Daniels, qui n'a pas souhaité être crédité de sa participation. Lui et David Hasselhoff ne se sont rencontrés que six mois après le début du tournage de la première saison, à l’occasion d’une soirée pour Noël[5].
- C'est à George Barris, un célèbre accessoiriste hollywoodien, que l'on doit le look particulier de KITT dans la dernière saison de la série, lorsque la voiture en Super Pursuit Mode est hérissée d'appendices divers[6]. La version originale de KITT est l'œuvre de Michael Scheffe. Le SPM permet d'ailleurs à KITT de rouler à 265 mph, ce qui revient à 426 km/h, ce qui fait, théoriquement, de cette voiture la plus rapide du monde sur route jusqu'en 2021 où celui-ci sera battu par la SSC Tuatara avec 455.3 km/h.
- Il y eut trois versions de KITT : l'ordinateur de bord (qui n'était qu'un simple décor de studio), une Pontiac Firebird Trans Am classique conduite par David Hasselhoff lors des scènes extérieures et plusieurs autres Firebird pilotées (et successivement cassées) par des cascadeurs déguisés en Michael Knight, lors des scènes de cascades et de poursuites.
- Pour certaines scènes de cascades, des maquettes miniatures furent utilisées en trompe l'œil.

### April et Bonnie
L'actrice Patricia McPherson qui interprétait le rôle de Bonnie, la mécanicienne chargée de la maintenance de KITT dans les saisons 1, 3 et 4, est absente de la saison 2 en raison de différends contractuels et artistiques. Elle est remplacée lors de cette saison par Rebecca Holden dans le rôle d'April, dont les attributions sont rigoureusement identiques à celles de Bonnie. Les deux actrices et leurs personnages ne se sont jamais croisés durant le tournage de la série.

### Diffusion au Québec
Dans la version française diffusée au Québec à l'automne 1985, après le pilote, les épisodes de la première saison ont été diffusés dans le désordre, distingués par le changement du modulateur de voix à partir du 14e épisode. Un épisode de la deuxième saison (avec April) a été diffusé à la fin novembre, puis trois épisodes de troisième saison en mars 1986 (avec le nouveau tableau de bord). À l'automne 1986, la diffusion débute avec des épisodes de la troisième saison, puis un mélange des trois premières saisons à partir de décembre jusqu'à la mi-mai 1987. Après un an sur les tablettes, la série revient à l'automne 1988 les vendredis après-midis à Télé-Métropole et en début de soirée sur le réseau Pathonic.
Lors de sa rediffusion sur Canal D à l'automne 2002 et sur Prise 2 au printemps 2006, les épisodes en deux parties ne sont diffusés qu'à la fin de la 4e saison, probablement dû à une erreur d'identification de l'ordre des épisodes doublés.

## Distinctions
États-Unis :
- Young Artist Awards 1983 : prix du meilleur jeune acteur dans une série pour Keith Coogan[7].
- Stuntman Awards 1985 : prix de la meilleure bagarre pour Carl Ciarfalio[7].
- Ringtone Awards 2005 : prix de la meilleure musique pour Stu Phillips[7].

Brésil :
- Troféu Imprensa 1985 : prix de la meilleure série étrangère[7].

## Éditions vidéo
En DVD, édité par Universal :
- coffret saison 1, sorti le 22 février 2005 ;
- coffret saison 2, sorti le 20 septembre 2005 ;
- coffret saison 3, sorti le 20 juin 2006 ;
- coffret saison 4, sorti le 5 décembre 2006 ;
- coffret intégrale saison 1 à 4, sorti le 13 octobre 2009.

L'épisode pilote (« La Revanche ») est sur le DVD 7, coffret saison 1, plus le téléfilm de 1991 (K 2000 : La Nouvelle Arme) en bonus sur le DVD 8, coffret saison 1.
En Blu-ray, édité par Éléphant Films : coffret Intégrale, sorti le 16 juin 2020.

## Produits dérivés

### Jeux de société
- Knight Rider (1982)

Publié par Parker Brothers. De 2 à 4 joueurs pour une durée 10 minutes.
- Knight Rider (1982)

Publié par ASS. De 3 à 5 joueurs pour une durée de 30 minutes.

### Jeux vidéo
- [Quand ?] : Knight Rider sur Atari 2600 ; édité par Studio Games, mais annulé avant sa sortie[8].
- 1986 : Knight Rider sur Amstrad CPC.
- 1988 : Knight Rider sur NES.
- 1989 : Knight Rider sur PC-Engine.
- 2002 : K 2000: The Game sur PlayStation 2 ; uniquement pour le marché européen.
- 2003 : Knight Rider sur Microsoft Windows.
- 2004 : Knight Rider 2 sur Microsoft Windows et PlayStation 2.

### Bande dessinée
La série a fait l'objet en 1988 d'une adaptation en bande dessinée publiée par les éditions Dargaud. Le scénario est signé Oliver Fontaine et le dessin Angelo Di Marco. Il n'existe qu'un seul épisode, « La machine à tuer ».

### Merchandising
Beaucoup de jouets, figurines et maquettes ont été commercialisés depuis le début de la série, avec une boîte à tartines pour les objets les plus anciens jusqu'à une maquette du F.L.A.G.M.U. (Foundation for Law & Government Mobile Unit) en 2007.[réf. nécessaire].
En juillet 2020 la célèbre voiture du film est vendue aux enchères. Le modèle, signé par David Hasselhoff, a trouvé preneur à 192.000 dollars.

### Publicité
En 2014, le groupe Renault crée une campagne publicitaire sur internet nommée « TraficRider », présentant le nouveau Renault Trafic III comme étant muni de l'intelligence artificielle et la technologie de KITT, le tout sur un clip et une musique rappelant le générique de la série originale.

## Suites et projets deremake

### Suites
- 1997 : Nom de code : TKR (Team Knight Rider)

Cette série suit les aventures de cinq agents recrutés par la Fondation pour la loi et le gouvernement, équipés chacun de véhicules intelligents. Cette série, diffusée en syndication, se termine à l'issue d'une seule et unique saison sur un cliffhanger laissant présumer le retour de Michael Knight (interprété de dos par un acteur qui n'est pas David Hasselhoff).
- En 2008, une nouvelle série, Le Retour de K 2000 (Knight Rider), est diffusée. David Hasselhoff y fait une petite apparition à la fin de l'épisode pilote. La série est initialement prévue en une première saison de 22 épisodes mais, faute d'audience, est raccourcie à 17 épisodes par NBC puis n'est pas reconduite la saison d'après.

### Téléfilms
- 1991 : K 2000 : La Nouvelle Arme (Knight Rider 2000) avec David Hasselhoff
- 1994 : Knight Rider 2010 (sans David Hasselhoff)

### Projets deremake
- En décembre 2015, un trailer est diffusé sur internet qui laisse penser qu'un film ou téléfilm, intitulé « Knight Rider Heroes », serait en préparation pour 2016. On y voit Michael Knight (David Hasselhoff) dans le désert attendant K.I.T.T pour une nouvelle mission, celui-ci demandant à un homme : « Es-tu prêt pour ça ? »[11].
- En 2017, un nouveau reboot de la série, produit par Justin Lin, le réalisateur de quatre volets de la saga Fast and Furious et de Star Trek : Sans limites, est annoncé. Cette nouvelle tentative de relancer K 2000 devait, en principe, être diffusée sur la plateforme de streaming Machinima. Cependant, aucune nouvelle confirmant cette annonce n’a depuis été diffusée[12].
- En 2020, l'adaptation au cinéma de K 2000 est de nouveau sur les rails avec Spyglass Media Group, James Wan et Michael Clear d’Atomic Monster. Le scénario est écrit par TJ Fixman[13].

## Dans la culture populaire

### Cinéma et télévision
- Dans Les Gardiens de la Galaxie Vol. 2 (2017) de James Gunn, le personnage de Star-Lord (Chris Pratt) fait référence à David Hasselhoff et à « sa voiture qui parle », un clin d'œil à la série des années 1980. David Hasselhoff fait d'ailleurs un caméo dans ce film.
- Dans Taxi 5 (2018) de Franck Gastambide, un clin d'œil est fait à la voiture de la série, à travers une scène scatologique dans laquelle le maire de Marseille présente fièrement la « KK 2000 », un « engin motorisé qui sert à ramasser les crottes des chiens sur la voie publique. Mais, coup de théâtre, la machine se dérègle et une ministre finit par se faire asperger d'excréments[14] ».
- Dans la série Mr. Robot, le générique de K2000 est utilisé pour l'épisode 7 de la saison 3. Le personnage de Léon se plaint que cette série n'ait pas obtenu davantage de récompenses ; il souligne son aspect visionnaire en affirmant, à propos de Michael Knight et de KITT : « Leur relation avait annoncé la dépendance sociétale contemporaine à la technologie, et cette série date d'il y a trente ans ».

### Musique
Le thème musical de la série, jouée au synthétiseur, a été repris et adapté de nombreuses fois dans des hits de genres variés (Rap-Techno-Dance) : 
- Le rappeur Busta Rhymes a repris le thème du générique de la série pour son morceau Fire It Up.
- On peut entendre le thème de la série dans la chanson I-E-A-I-A-I-O de System of a Down dans l'album Steal This Album!.
- Panjabi MC - Mundian To Bach Ke
- Le rappeur Alkapote utilise le thème du générique dans son morceau Alk 2000. Il est également au volant de KITT dans le clip sorti en 2023.

### Jeu vidéo
Dans Grand Theft Auto Online (2017), le véhicule « Imponte Ruiner 2000 » est ajouté au jeu. Il possède de grandes similarités graphiques avec KITT, avec des fonctionnalités supplémentaires : capacité à planer, équipé d'un parachute, de mitrailleuses et de missiles à tête chercheuse.

#### Autres
- KITT, la voiture de la série, une Pontiac Firebird et KARR, sa némésis
- Pontiac, la marque de voiture ayant servi pour KITT
- Liste d'ordinateurs de fiction